# Käina (Landgemeinde)
Die Landgemeinde Käina (Käina vald) ist eine ehemalige Gemeinde im Südosten des estnischen Kreis Hiiu.

## Beschreibung
Käina war eine der vier Landgemeinden der zweitgrößten estnischen Insel Hiiumaa. Die Landgemeinde umfasste eine Fläche von 188,5 km². 126 km² waren Waldflächen. Zum Gemeindegebiet gehörten auch die Insel Kassari sowie zahlreiche kleinere Inseln und Inselchen in der Ostsee.
Die Landgemeinde hatte 1.835 Einwohner (31. Dezember 2011). Eine große demographische Herausforderung stellten Abwanderung und Überalterung der Bevölkerung dar.
Die wichtigsten Siedlungen waren der Hauptort Käina (Käina alevik) sowie die Ortschaften Männamaa, Putkaste und Kassari. In der Gemeindehauptstadt befanden sich der Sitz der Verwaltung, ein Gymnasium sowie das örtliche Kulturzentrum. Daneben fanden sich in dem Ort das 2003 eingeweihte Schwimmbad, die Bücherei und ein Familienarztzentrum.
Wirtschaftliche und touristische Bedeutung hat der Hafen von Orjaku.

## Geschichte
Das Kirchspiel Käina wurde nach 1254 gegründet. Das Gebiet umfasste die heutige Landgemeinde sowie Teile der angrenzenden Landgemeinde Emmaste. Es unterstand dem Bischof von Saare-Lääne (deutsch Ösel-Wiek). Das Zentrum befand sich auf dem Bischofsgut von Alliksaare (heute Teil des Dorfes Sinima). 1627 wurden das Kirchspiel Reigi und 1866 das Kirchspiel Emmaste abgetrennt. 2017 fusionierten alle Gemeinden auf Hiiumaa zur neuen Landgemeinde Hiiumaa.

## Dörfer
Neben dem Hauptort Käina gehörten zur Landgemeinde die Dörfer Aadma, Allika, Esiküla, Jõeküla, Kaasiku, Kaigutsi, Kassari, Kleemu, Kogri, Kolga, Kuriste, Laheküla, Lelu, Ligema, Luguse, Moka, Mäeküla, Mäeltse, Männamaa, Nasva, Niidiküla, Nõmme, Nõmmerga, Orjaku, Putkaste, Pärnselja, Ristivälja, Selja, Taguküla, Taterma, Ühtri, Utu, Vaemla und Villemi.

## Sehenswürdigkeiten
Die Bucht von Käina eröffnet ein beeindruckendes Panorama auf die Ostsee und die vorgelagerte Insel Kassari. Die Gegend zieht zahlreiche Naturfreunde und Ornithologen an.
Wahrzeichen der Gemeinde waren die Überreste einer Steinkirche aus dem 15./16. Jahrhundert im Hauptort Käina. Das Gotteshaus wurde 1941 während des Zweiten Weltkriegs stark beschädigt. Auf Kassari war im Dorf Esiküla eine historische Kapelle erhalten.
Sehenswert war das Museum im Geburtshaus des estnischen Komponisten Rudolf Tobias. Es befand sich im Dorf Selja. Tobias wurde 1873 in Käina geboren und starb 1918 in Berlin.
Seit 2005 fand jährlich im Juli das Musikfestival Käina Folk statt. Es brachte estnische und internationale Bands zusammen und zog zahlreiche Besucher an.

## Bilder

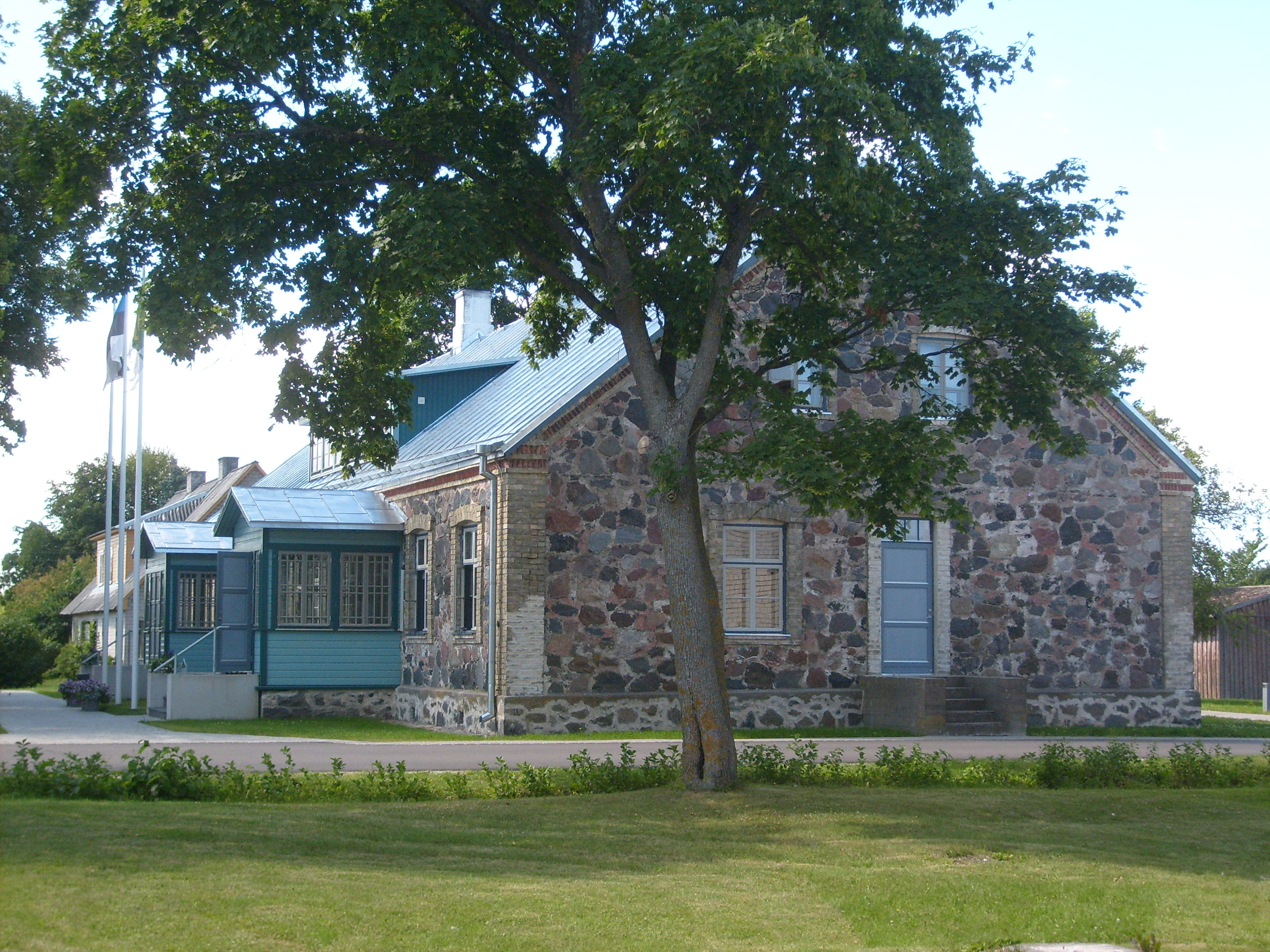
Sitz der Gemeindeverwaltung
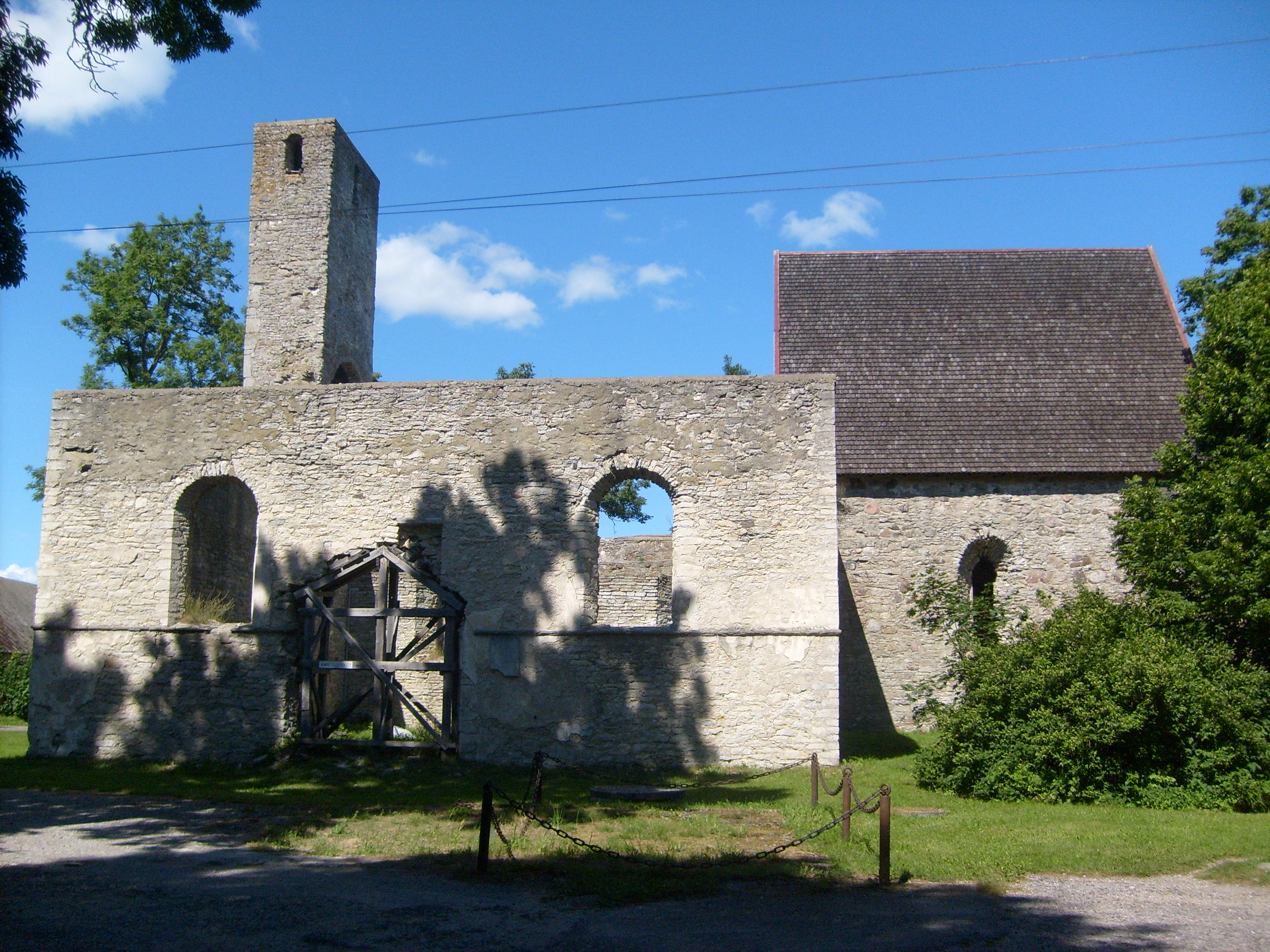
Ruinen der alten Kirche von Käina
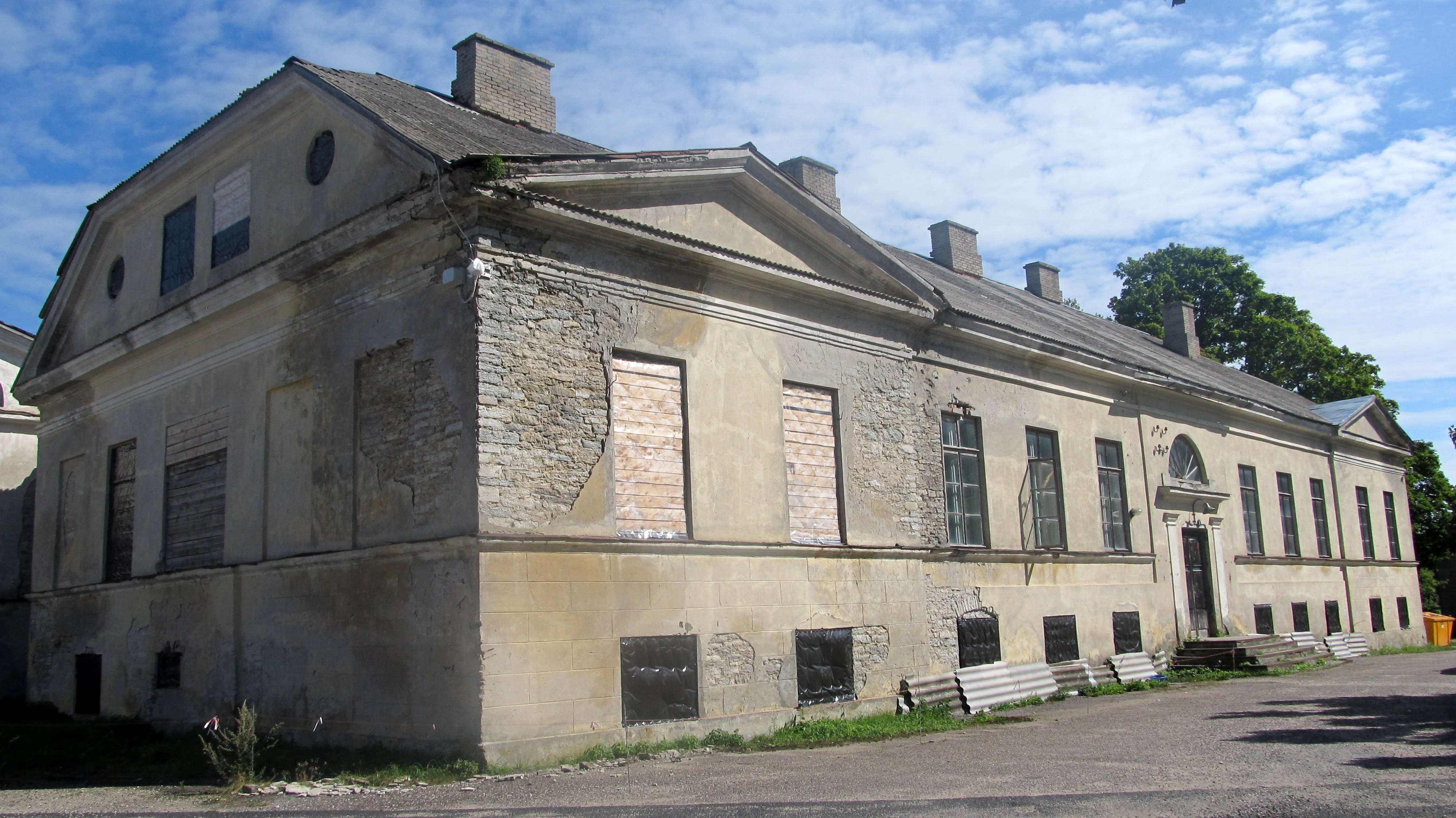
Ehemaliges Herrenhaus des Guts von Putkaste
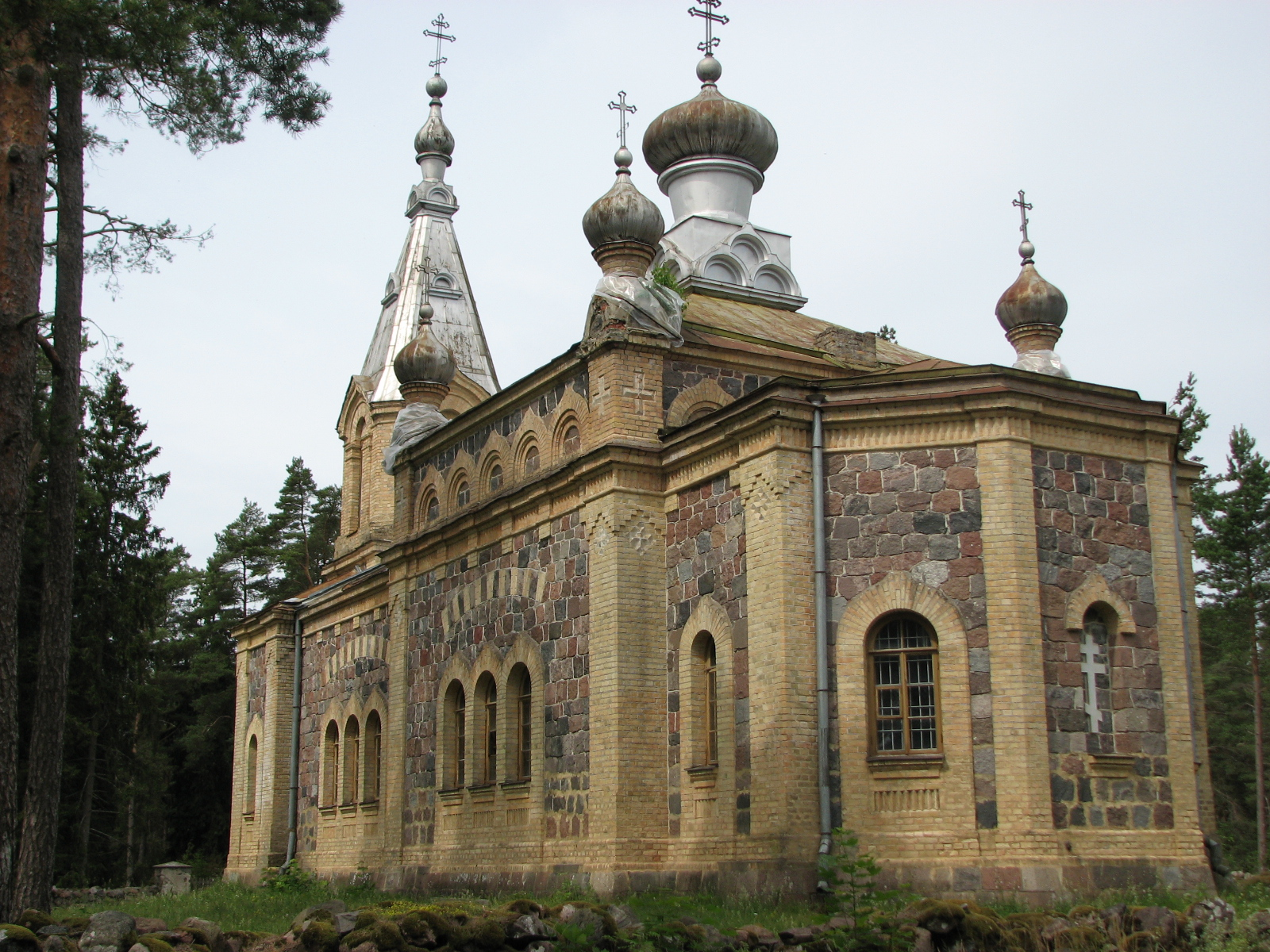
Orthodoxe Kirche von Kuriste
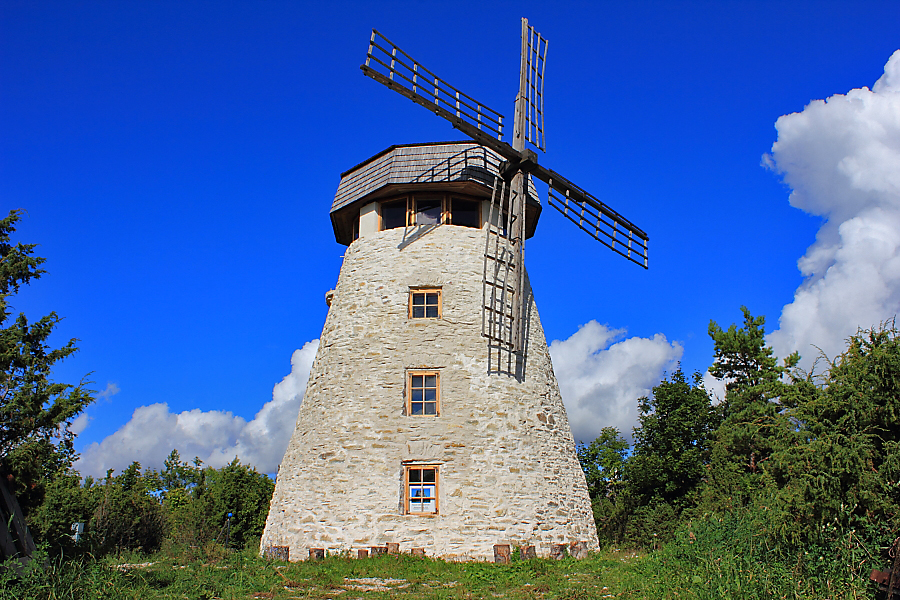
Windmühle auf der Insel Kassari
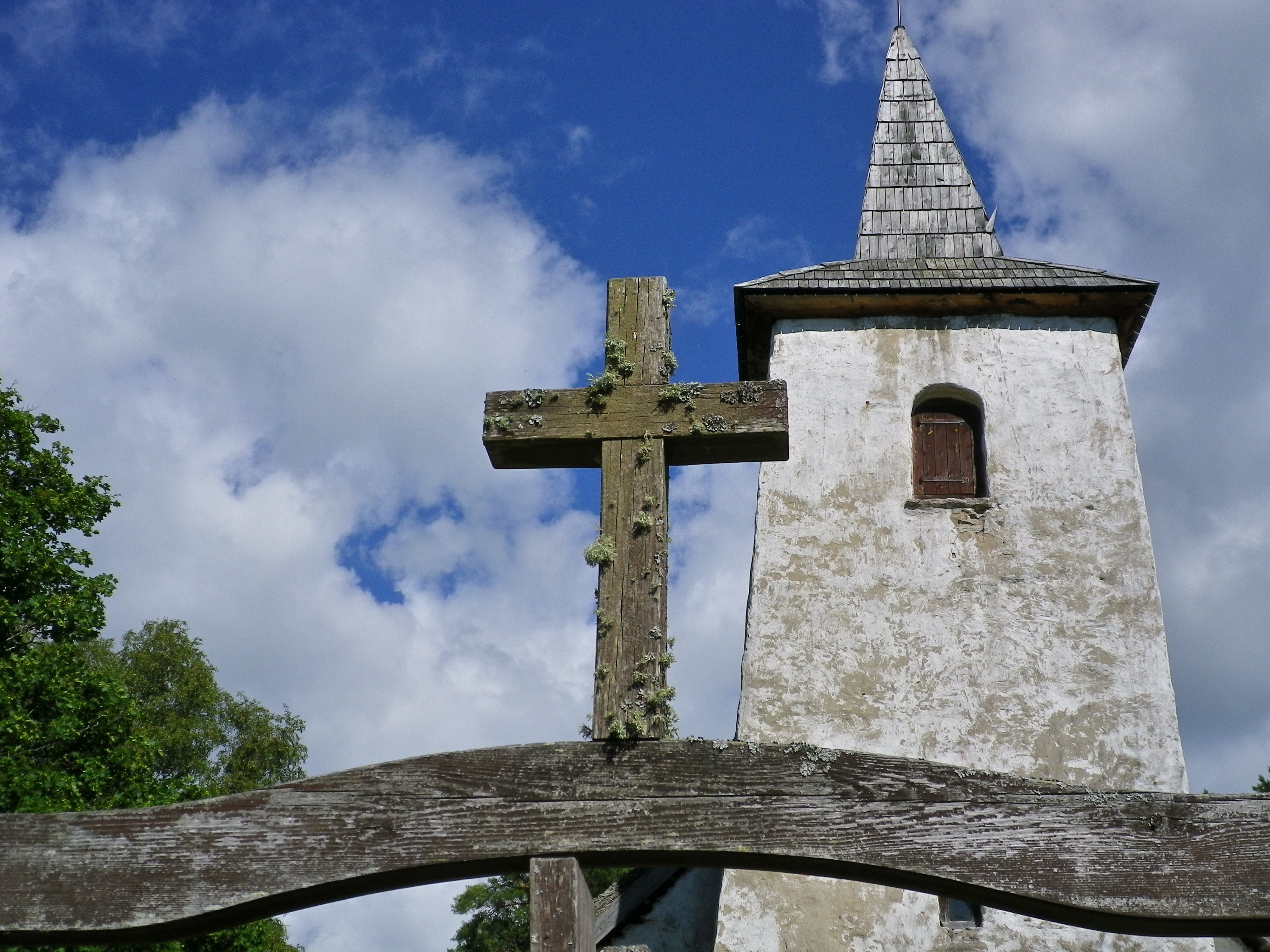
Kapelle in Esiküla